# 日本クレー射撃協会
公益社団法人日本クレー射撃協会（にほんクレーしゃげききょうかい、英語：Japan Clay Target Shooting Association; JCTSA）は、東京都渋谷区に本部を置き、各クレー射撃大会や検定委員会の設置等を活動の一つとする、日本の公益社団法人。
日本オリンピック委員会、日本スポーツ協会加盟団体である。

## 概要
モントリオールオリンピッククレー射撃日本代表で元自民党総裁・内閣総理大臣の麻生太郎が協会長を務めている。全国に協会連盟を置くほか、日本学生クレー射撃連盟など各部会を設置する。団体は、1949年に法人として認可され設立、1951年に国際射撃連盟に加盟している。2023年8月1日より公益社団法人日本クレー射撃協会に改組した。

## 業務
協会内には、総務委員会の他に検定・段級位審査委員会、競技・国体委員会らを置き、それぞれに委員長が統率を行っている。オリンピックにおける日本代表クレー射撃競技の監督・選手も同協会に加盟する人物が参加している。クレー射撃全日本選手権大会、国民体育大会クレー射撃競技のほかにも、国際大会派遣事業や地方協会主管公式協議等が行われている。
また、協会公認のナショナルチームが形成されており、全国に同協会公認射撃場を持つ。2007年末には、長崎県佐世保市で起こったルネサンス佐世保散弾銃乱射事件を受け、麻生太郎を委員長として、散弾銃の適正な使用に関する委員会設置を検討している。

## 歴代会長
| 代                                 | 氏名                       | 在任期間                        |
| 会長（日本クレー射撃協会）         | 会長（日本クレー射撃協会） | 会長（日本クレー射撃協会）      |
| ---------------------------------- | -------------------------- | ------------------------------- |
| 1                                  | 赤尾好夫                   | 1950年 - 1954年                 |
| 2                                  | 植月浅雄                   | 1954年 - 1956年                 |
| 3                                  | 許斐氏利                   | 1956年 - 1961年                 |
| 4                                  | 麻生太賀吉                 | 1961年 - 1965年                 |
| 5                                  | 福永健司                   | 1965年 - 1970年                 |
| 6                                  | 土屋伊作                   | 1971年 - 1978年                 |
| 会長（社団法人日本クレー射撃協会） |                            |                                 |
| －                                 | 土屋伊作                   | 1978年 - 1986年                 |
| 7                                  | 井口哲次郎                 | 1986年 - 1988年                 |
| 8                                  | 豊瀬正勝                   | 1989年 - 1993年                 |
| 9                                  | 宮崎宏一                   | 1993年 - 1995年                 |
| 10                                 | 佐波光男                   | 1995年 - 1998年                 |
| 11                                 | 麻生太郎                   | 1998年 - 2009年 2012年 - 2013年 |
| *                                  | 平井一三                   | 2009年 - 2012年                 |
| 12                                 | 高橋義博                   | 2013年 - 2022                   |
| 13                                 | 不老安正                   | 2022年 - （現職）               |